# Heteropoda nicki
Heteropoda nicki là một loài nhện trong họ Sparassidae.
Loài này thuộc chi Heteropoda. Heteropoda nicki được Embrik Strand miêu tả năm 1915.